# HD 106906 b
HD 106906 b — экзопланета, газовый гигант у звезды HD 106906 в созвездии Южного Креста, открытый 4 декабря 2013 года. Находится на расстоянии около 300 световых лет от Солнца.
HD 106906 b находится на расстоянии 97 млрд км (650 а. е.) от родительской звезды. Наиболее широко принятая теория формирования звёздных систем, небулярная гипотеза, не может объяснить такую удалённость планеты от своего светила.
Планета была обнаружена благодаря адаптивной системе оптики двух 6,5-метровых Магеллановых телескопов (обсерватория Лас-Кампанас в Чили), способной исправлять воздействия атмосферных искажений, влияющих на проходимость световых волн. Сами телескопы находятся под совместным управлением Института Карнеги, Аризонского университета, Гарвардского университета, Мичиганского университета и Массачусетского технологического института.
Дальнейшее изучение гигантской экзопланеты Очень большим телескопом (VLT) Европейской южной обсерватории, расположенного в обсерватории Ла-Силья (Чили), показало, что планета ещё сохранила тепло, оставшееся от процесса её формирования.
Астрономы подсчитали, что возраст планеты HD 106906 b примерно в 350 раз меньше возраста нашей Земли и составляет всего 13 миллионов лет. Поверхность планеты очень горячая, температура составляет 1500 градусов Цельсия (1800 K), и поэтому планета высвобождает большую часть своей энергии в инфракрасном диапазоне.

## Формирование
Команда первооткрывателей и астрономы по всему миру озадачены экстремальной орбитой планеты, так как считается, что протопланетный диск не может иметь размеров, способных обеспечить формирование газового гиганта на таком расстоянии от своей звезды. Идут спекуляции по поводу того, что планета могла сформироваться независимо от своей звезды и быть её партнёром в так называемой двойной системе (системе из двух звёзд, вращающихся вокруг общего центра масс), которому, однако, не хватило материала для начала термоядерного синтеза.
Это предположение не находит подтверждения в современной истории наблюдений подобных систем, так как в данном случае соотношение масс звезды и её партнёра равно приблизительно 140:1 — наблюдавшиеся двойные звёзды обычно не выходят за рамки соотношения 10:1. Однако это объяснение на данный момент является предпочтительным теории планетарной миграции, по которой планета изначально была сформирована ближе к звезде, но потом отброшена на своё текущее положение вследствие гравитационного взаимодействия с другой планетой.
Проблема этой теории в том, что предполагаемая планета должна быть массивнее HD 106906 b, а значит уже была бы обнаружена при условии своего существования на расстоянии от 35 а. е. от своей звезды, а сам процесс подобного взаимодействия наложил бы заметный отпечаток на околозвёздное облако пыли и газа, чего не наблюдается.
Также команда первооткрывателей учитывает возможность того, что планета не привязана гравитационно к данной звезде, но только кажется с нашей точки зрения таковой и движется в том же направлении случайно. Вероятность такого совпадения меньше 0,01 %.

## Родительские звезды
Звезда HD 106906 относится к спектральному классу F5, будучи в полтора раза массивнее Солнца. Является звездой главной последовательности. Имеет протопланетный диск, удалённый на расстояние 120 а.е. Возраст системы составляет 13 млн лет. Кроме экзопланеты, с помощью прибора SPHERE, установленного на Очень большом телескопе Европейской Южной Обсерватории, в этой системе удалось обнаружить газопылевой диск, вытянутый в одном месте в сторону HD 106906 b.